# NGC 3093
NGC 3093 é uma galáxia elíptica (E) localizada na direcção da constelação de Sextans. Possui uma declinação de -02° 58' 17" e uma ascensão recta de 10 horas, 00 minutos e 53,5 segundos.
A galáxia NGC 3093 foi descoberta em 22 de Janeiro de 1865 por Albert Marth.